# Bahnbetriebswerk Hermeskeil

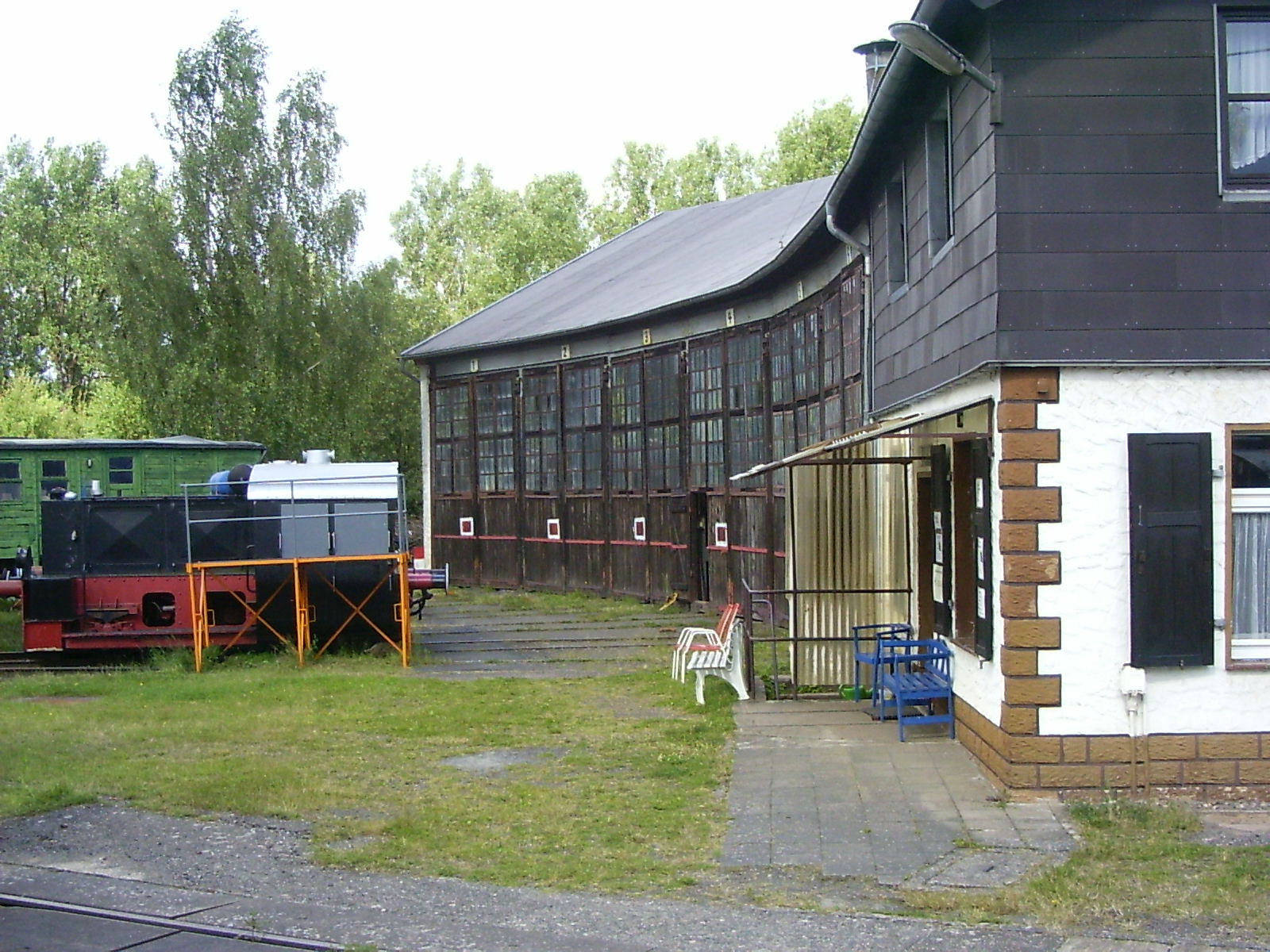
Eingang und Lokschuppen des Bahnbetriebswerks Hermeskeil

Das Bahnbetriebswerk Hermeskeil (bis 1903 Maschinenstation) stammt aus dem Jahr 1888 und liegt direkt gegenüber vom Empfangsgebäude des Bahnhofs Hermeskeil in der rheinland-pfälzischen Stadt Hermeskeil im Schwarzwälder Hochwald.
Es verfügt über einen sechsständigen Rundschuppen (ursprünglich zweiständig) sowie eine 16-m-Drehscheibe (ursprünglich 13 m). Das Bw Hermeskeil (ab 1956 Außenstelle des Bw Simmern, Außenstelle aufgelöst am 1. April 1959) befindet sich in Privatbesitz und wird als Dampflokmuseum genutzt. Unter anderem sind dort etwa 50 Lokomotiven (überwiegend Großdampfloks) im Dampflokmuseum Hermeskeil ausgestellt.
Bilder

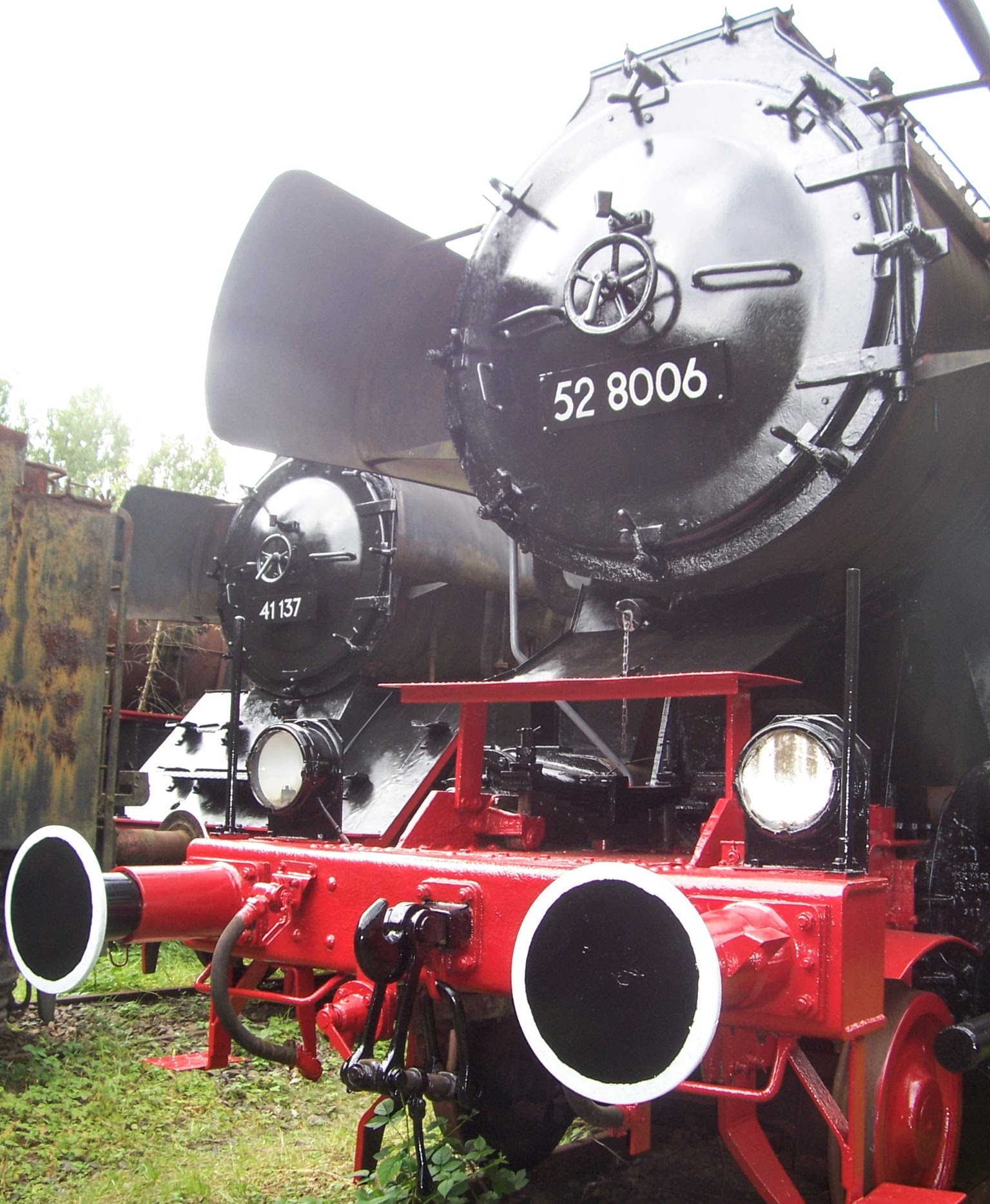
Dampfloks 41 137 und 52 8006 im Dampflokmuseum Hermeskeil in teilrestauriertem Zustand
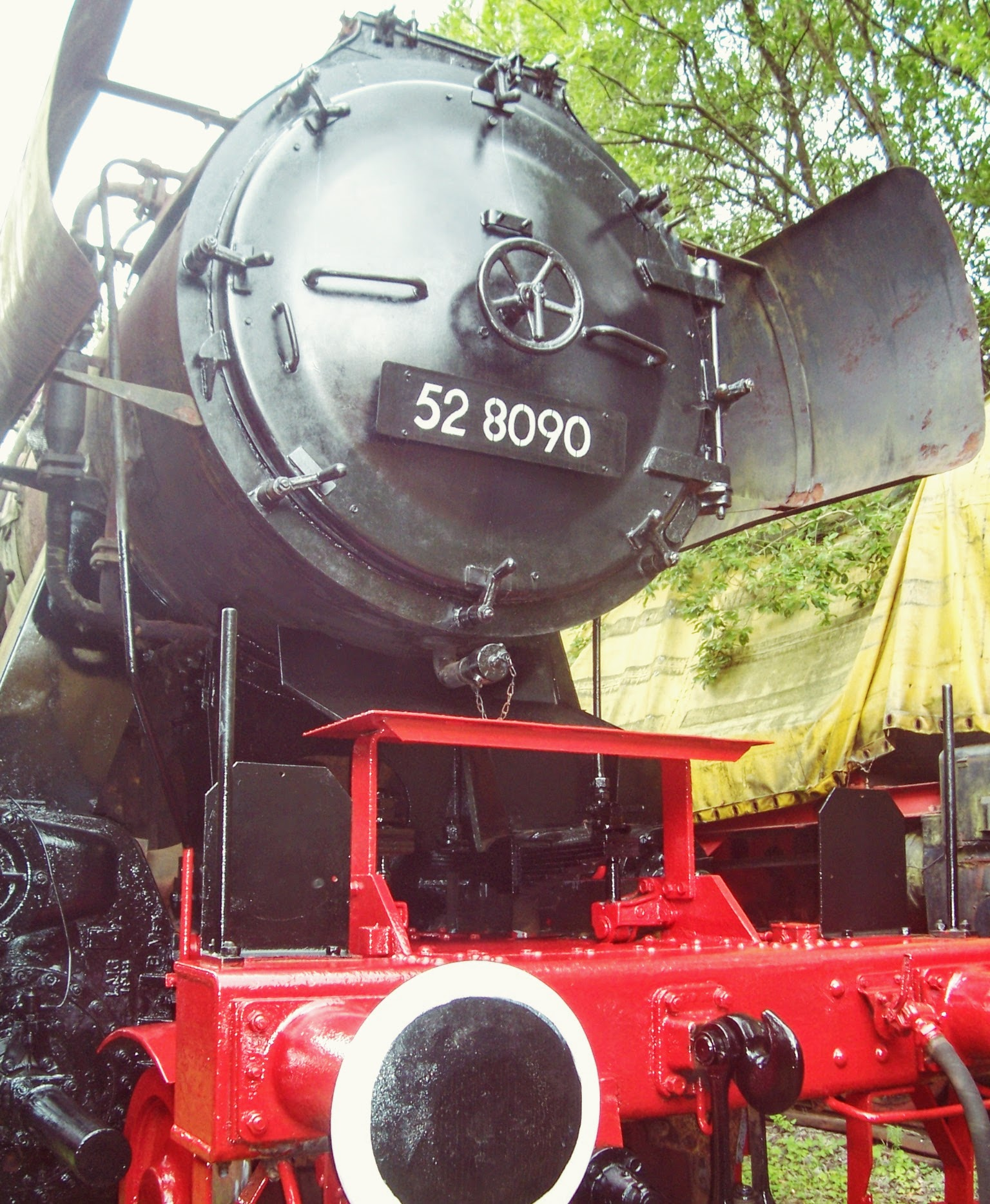
Dampflok 52 8090 im Dampflokmuseum Hermeskeil in teilrestauriertem Zustand